# Херстал
Херстал (фр. Herstal) је општина у Белгији у региону Валонија у покрајини Лијеж. Према процени из 2007. у општини је живело 37.720 становника.

## Становништво
Према процени, у општини је 1. јануара 2015. живело 39.365 становника.
| 1984.  | 2000.  | 2010. | 2015. |
| ------ | ------ | ----- | ----- |
| 37.721 | 36.292 | 38219 | 39365 |